# Чужга (посёлок)
Чужга — опустевший поселок в Коношском районе Архангельской области. Входит в состав Ерцевского сельского поселения.

## География
Находится в юго-западной части Архангельской области на расстоянии приблизительно 42 км на запад-юго-запад по прямой от административного центра района поселка Коноша.

## История
Бывший поселок в тюремной системе Каргопольлага (лагпункт № 9). Ранее сюда доходили пути Ерцевской железной дороги.

## Население
Численность населения не была учтена как в 2002 году, так и в 2010.